# Sport Lisboa e Benfica 2017-2018
Questa voce raccoglie le informazioni riguardanti il  Sport Lisboa e Benfica  nelle competizioni ufficiali della stagione 2017-2018.

## Stagione
La squadra si aggiudica nuovamente la Supercoppa del Portogallo battendo 3-1 il Vitória Guimarães, ma disputa un'annata deludente, conclusa col secondo posto in campionato e con una brutta eliminazione nel girone di UEFA Champions League: sorteggiata con Manchester Utd, Basilea e CSKA Mosca viene sconfitta in tutte e sei le partite di prima fase, segnando un solo gol e subendone ben 13 (spicca il 5-0 subito in Svizzera, peggiore sconfitta di sempre dei lusitani nella competizione). 

## Rosa
Aggiornata al 1º febbraio 2018.
| N. |                       | Ruolo | Calciatore         |
| -- | --------------------- | ----- | ------------------ |
| 1  | Belgio (bandiera)     | P     | Mile Svilar        |
| 3  | Spagna (bandiera)     | D     | Alejandro Grimaldo |
| 4  | Brasile (bandiera)    | D     | Luisão             |
| 5  | Serbia (bandiera)     | C     | Ljubomir Fejsa     |
| 7  | Grecia (bandiera)     | C     | Andreas Samarīs    |
| 8  | Brasile (bandiera)    | D     | Douglas            |
| 9  | Messico (bandiera)    | A     | Raúl Jiménez       |
| 10 | Brasile (bandiera)    | A     | Jonas              |
| 13 | Portogallo (bandiera) | P     | Paulo Lopes        |
| 14 | Svizzera (bandiera)   | A     | Haris Seferović    |
| 16 | Croazia (bandiera)    | D     | Branimir Kalaica   |
| 17 | Serbia (bandiera)     | C     | Andrija Živković   |
| 18 | Argentina (bandiera)  | C     | Eduardo Salvio     |
| 19 | Portogallo (bandiera) | D     | Eliseu             |

| N. |                        | Ruolo | Calciatore       |
| -- | ---------------------- | ----- | ---------------- |
| 20 | Croazia (bandiera)     | C     | Filip Krovinović |
| 21 | Portogallo (bandiera)  | C     | Pizzi            |
| 22 | Argentina (bandiera)   | C     | Franco Cervi     |
| 24 | Inghilterra (bandiera) | A     | Chris Willock    |
| 27 | Portogallo (bandiera)  | C     | Rafa Silva       |
| 30 | Portogallo (bandiera)  | P     | Bruno Varela     |
| 33 | Brasile (bandiera)     | D     | Jardel           |
| 34 | Portogallo (bandiera)  | C     | André Almeida    |
| 38 | Brasile (bandiera)     | D     | Marcelo Hermes   |
| 42 | Slovacchia (bandiera)  | C     | Martin Chrien    |
| 84 | Portogallo (bandiera)  | A     | Diogo Gonçalves  |
| 90 | Portogallo (bandiera)  | C     | João Carvalho    |
|    | Paesi Bassi (bandiera) | C     | Ola John         |